# Przesieka (Śledzianów)
Przesieka – kolonia wsi Śledzianów w Polsce położona w województwie podlaskim, w powiecie siemiatyckim, w gminie Drohiczyn.
W latach 1975–1998 kolonia administracyjnie należała do województwa białostockiego.